# برج ناقلي النبيذ

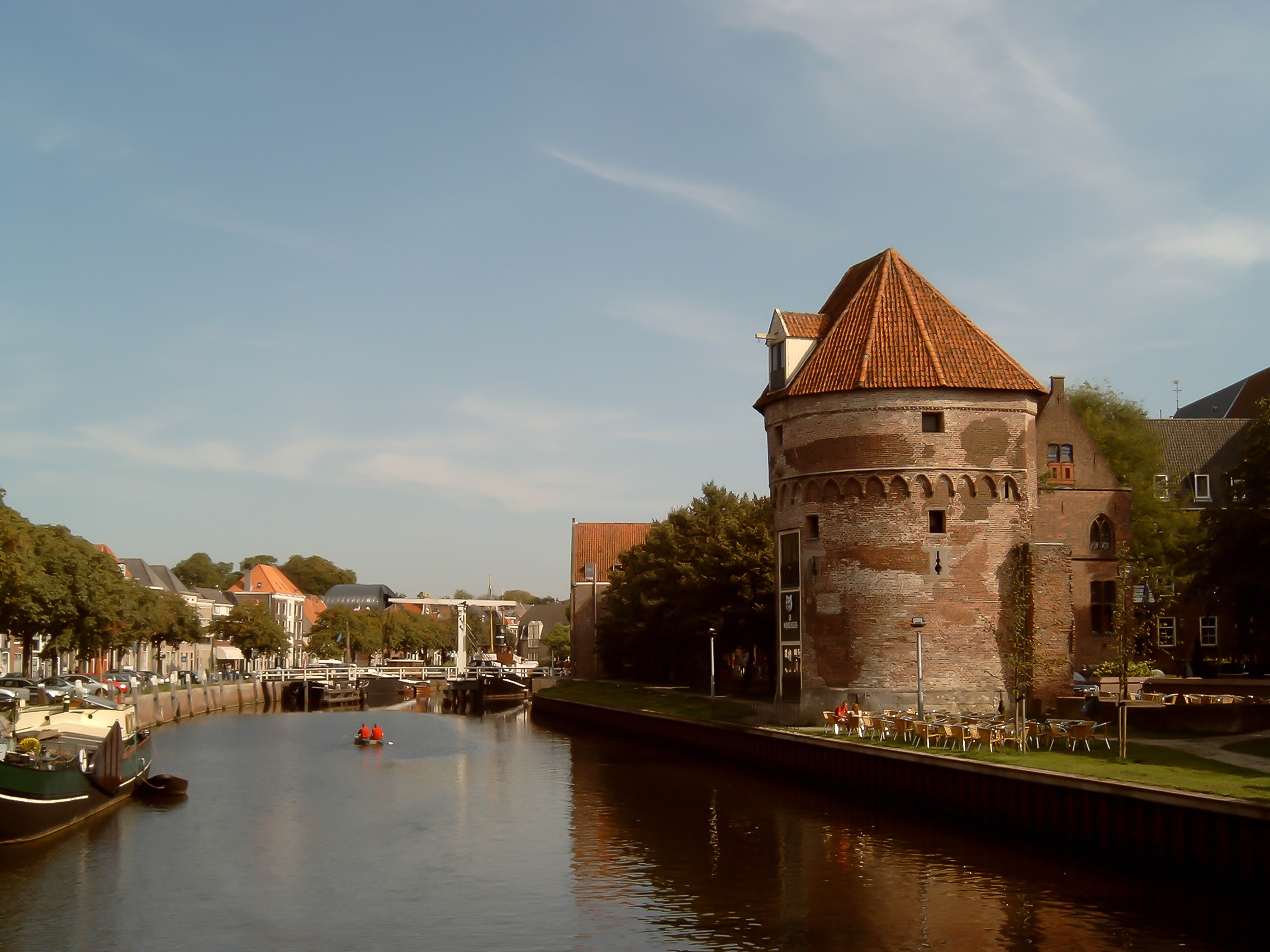
برج ناقلي النبيذ

برج ناقلي النبيذ أو ويندراخرستورن (بالهولندية: Wijndragerstoren) هو برج في سور مدينة زوولا وجزء من تحصينات المدينة. يقع البرج يقع إلى الشرق من بوابة السمك (Vispoort) ويطل على الماء.  بني البرج في القرن الخامس عشر على شكل اسطواني.  يستخدم البرج حاليا كمطعم، ويعتبر رايكس مونيومنت.  سمي بهذا الاسم، لأنه كان يستخدم من قبل ناقلي النبيذ منذ القرن السابع عشر.

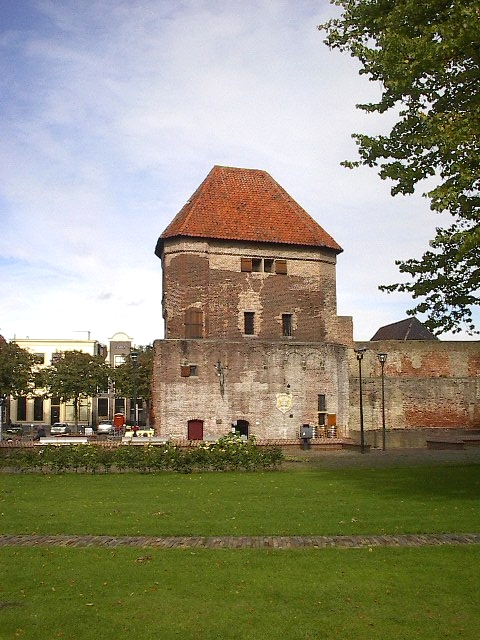
من الخلف